# 糙齿海豚

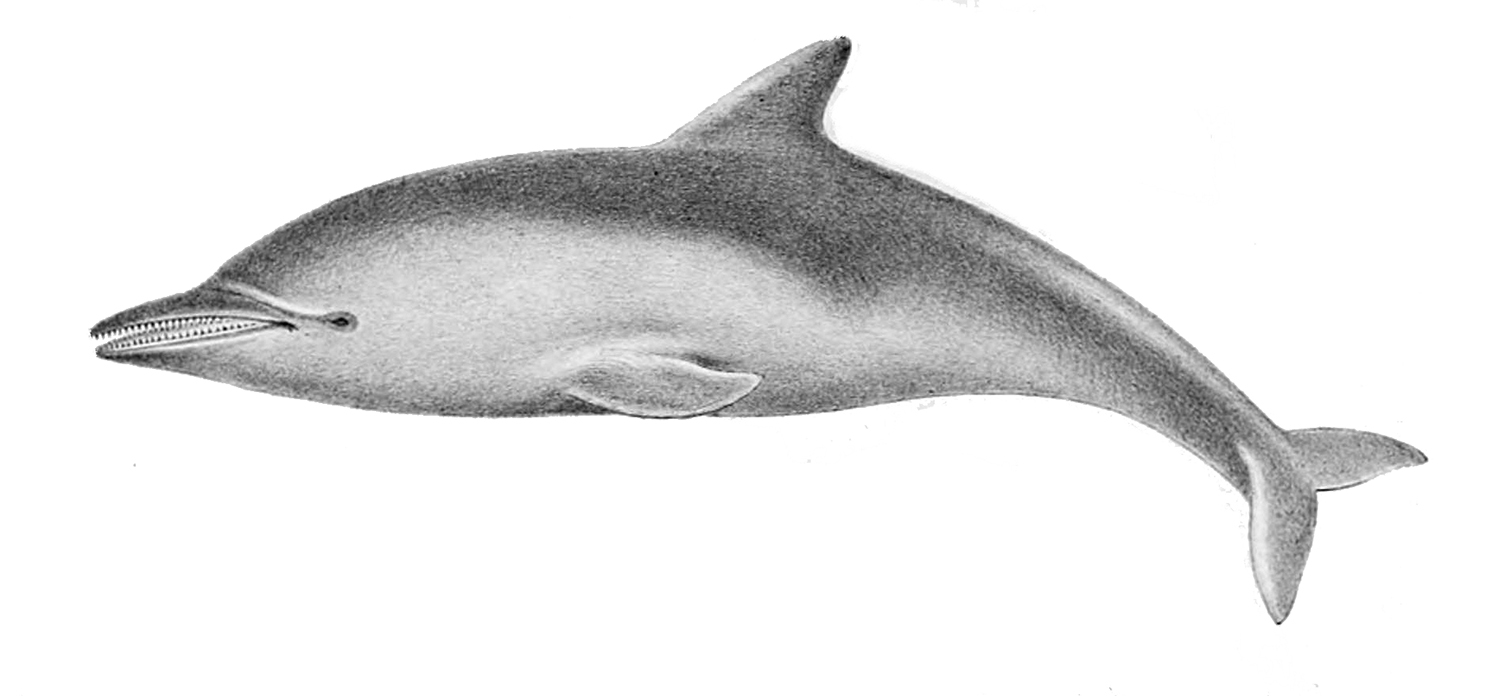
糙齿海豚的外观示意图。

糙齿海豚为海豚科糙齿海豚属的动物。分佈於全球的溫暖或熱帶的深水水域，例如南海、东海、台湾海域等海域。Georges Cuvier在1823年時首次描述此物種。它們的屬名「Steno」，是來自於希臘文的「窄」，可呼應此種海豚的狹窄嘴喙，其形狀為糙齒海豚的辨識特徵之一，此屬無其他的種類。该物种的模式产地在法国附近。 糙齒海豚有時也稱為皺齒海豚，主要因為牙齒上有縱脊的粗糙表面。

## 外觀描述
糙齒海豚的體型稍大，成年海豚的體長在2.09到2.83公尺間，體重則在90到155公斤之間，成年雄性的體型較雌性稍大。牠們最顯著的區別特徵是: 錐形的頭部和窄長的吻部；和其他吻部較短或有明顯突起額隆的海豚種類不同。如其俗名所示，此物種的牙齒相當獨特，表面有粗糙的縱痕。 糙齒海豚的牙齒每側(上顎或下顎)約各有19到28顆牙齒。
與其他外觀相似的海豚種類相比，糙齒海豚的胸鰭在身體較後方，不過在海上，人們仍容易將糙齒海豚誤認為飛旋海豚，斑海豚或瓶鼻海豚。較明顯區分的差異為: 糙齒的背鰭較高大，約18到28公分，且腹部兩側顏色為淺灰色，背鰭與胸鰭則是深灰色，最容易區分的仍是由側方觀察，吻部至頭頂斜緩的線條，有時亦可年紀較長的個體嘴喙下方常白色的區塊。

## 族群與分佈範圍
此種類通常分布在全球三大洋的亞熱帶與熱帶水域，鮮少超過北緯40度或南緯35度，且偏好在大洋的深水區。但某些區域仍有特例: 如巴西與西非海域的糙齒海豚較常出現在離岸較近的淺水域。另外，在半開放性的灣區也可以見到糙齒海豚(例如泰國灣，紅海，墨西哥灣，加洲灣..等)。在地中海，近來發現亦有一小群固定居住的糙齒海豚。

## 社會行為與食性
糙齒海豚是典型的社群性動物，不過鯨豚學家也曾觀察到一些獨來獨往的個體。平均而言，糙齒海豚群體約有10到20隻成員，但群體數量十分多變，少至2隻，多至90隻都有。有些鯨豚學家認為數量較多的糙齒海豚社群是短期性的偶然聚集，是由規模較小且關係較持久的小社群偶爾結合而成。有些研究也指出糙齒海豚會和領航鯨、偽虎鯨和大翅鯨等其他的鯨豚共游。
雖然不像其他種類的海豚一樣頻繁，但有時糙齒海豚也會有船首乘浪（bow-ride），也會將牠們的頭和下巴在游泳時浮出水面。目前所知至少能潛到50公尺，並且潛水在水面下待15分鐘。
關於糙齒海豚的食性資料只有零碎的紀錄，生物學家曾在擱淺的糙齒海豚胃中發現銀魚、秋刀魚、鱷形叉尾鶴鱵、沙梭魚和帶魚等中表層魚類為主，及數種花枝與章魚。在自然界的天敵中，可能會被虎鯨或大型鯊魚捕食。

## 生活史
糙齒海豚一次一胎，但目前仍不知道妊娠期，也不確定是否有特別的繁殖季節。出生時的糙齒海豚約100公分長，在出生後的前五年會迅速成長。雌性的性成熟期約在六歲至十歲間，雄性的則在五到十歲間。詳細的生活史資料尚待蒐集。

## 保育
- 中国国家重点保护动物等级：二级
- 名列瀕臨絕種野生動植物國際貿易公約(華盛頓公約)附錄二
- 國際自然保護聯盟保育等級-無危(LC)

糙齒海豚並未受到人類活動的明顯威脅，日本的捕鯨者會捕殺少部份的個體。有些糙齒海豚則會被用以捕獲鮪魚的大型圍網或其他流刺網等混獲。少數海洋世界有飼養糙齒海豚，但多半為無法野放回大海之擱淺動物。臺灣每年有數次糙齒海豚的擱淺事件，在北海岸多為活體擱淺，2002年在福隆海域擱淺的糙齒海豚經1個月的救治後順利野放回大海。2004年2月有三隻糙齒海豚迷途游進淡水河長達3周，其中兩隻經救援野放回大海，第三隻不幸在數日後在淡水河岸被發現已死亡。